# Hildegard Damerius
Hildegard Damerius, geborene Hildegard Fehlig, verheiratete Hildegard Heinze (* 29. Januar 1910 in Duisburg; † 3. Mai 2006 in Berlin) war eine deutsche Juristin und Politikerin der Sozialistischen Einheitspartei Deutschlands (SED) in der Deutschen Demokratischen Republik (DDR). Sie war von 1949 bis 1954 Mitglied des Deutschen Volksrats und Abgeordnete der Volkskammer und dort Vorsitzende des Petitionsausschusses. Als Mitarbeiterin der Generalstaatsanwaltschaft der DDR war sie an den Waldheimer Prozessen beteiligt.

## Leben
Fehligs Vater war Kaufmann und bis 1944 Direktor der Thyssen AG in Leipzig. 1921 zog auch die Familie nach Leipzig um und Fehlig besuchte dort die Volksschule und das Lyzeum, welches sie 1929 mit dem Abitur abschloss. Bis 1934 studierte sie Rechtswissenschaften an den Universitäten Leipzig, Heidelberg und Marburg und wurde nach einer Referendarszeit im sächsischen Justizministerium 1938 promoviert. Um ihre Justizausbildung regelgerecht abschließen zu können, war Fehlig auch Mitglied im NSRB, der NSV und der DAF. In die NSDAP trat sie hingegen nicht ein.

### 1936 bis 1945 im kommunistischen Widerstand
Während ihres Referendariats begegnete Fehlig  1936 ihrem späteren Mann Wolfgang Heinze, den sie 1939 heiratete. Ihren Mann charakterisierte Hildegard Heinze in einem Lebenslauf von 1951 als klaren Marxist-Leninisten, der über große theoretische Kenntnisse und praktische und politische Erfahrungen verfügte. Nach der Hochzeit wurde Heinze als Mitarbeiterin beim Arbeitsamt Leipzig angestellt, wo sie bis zu ihrer Verhaftung 1944 tätig war. Ihr Mann arbeitete als Syndikus in der Leitung der Leipziger Köllmann-Werke.  Durch die Beziehung zu ihrem Mann kam Heinze nun mit dem Kommunismus in Berührung und hatte Verbindung zur Widerstandsgruppe um Georg Schumann. Am 3. August 1944 wurden sie und ihr Mann nach dem Auffliegen der Widerstandsgruppe verhaftet. Obwohl Heinze, allerdings erfolglos, versucht hatte, ihren Mann von seiner Tätigkeit abzubringen, wurde sie im November 1944 vom Volksgerichtshof wegen Nichtanzeige eines hoch- und landesverräterischen Vorhabens und Rundfunkverbrechens zu einer zweijährigen Zuchthausstrafe verurteilt, die sie in Dresden und in Leipzig-Meusdorf absaß. Heinzes Ehemann wurde hingegen am 24. November 1944 zum Tode verurteilt und am 12. Januar 1945 hingerichtet.

### 1945 bis 1948 Aufstieg in der SED
Nach der Befreiung aus ihrer Haft in Leipzig wurde Heinze bereits am 1. Juli 1945 Mitglied der KPD und trat wieder ihre Arbeit am Leipziger Arbeitsamt an, diesmal im Range einer Regierungsrätin. Im September 1945 wechselte Heinze nach Dresden zur Landesverwaltung Sachsen, die zu dieser Zeit gerade umgestaltet wurde. Heinze kam zunächst in den Arbeitsbereich des Vizepräsidenten für Wirtschaft und Arbeit, Fritz Selbmann, wo sie die Abteilung soziale Fürsorge leitete. 1946 wurde Heinze zur Leiterin des sächsischen Landesarbeitsamtes ernannt, welchem sie bis ins Frühjahr 1948 vorstand.
Im Rahmen einer erheblichen Umstrukturierung der Deutschen Zentralverwaltung der Justiz (DJV) im Frühjahr/Sommer 1948, die schlussendlich zum Rücktritt des bis dahin tätigen Präsidenten Eugen Schiffer führte, wurde Hildegard Heinze bereits am 28. April 1948 in einem Schreiben von Max Fechner und Walter Ulbricht an das Zentralsekretariat der SED vorgeschlagen, um sie als Leiterin der Abteilung Kontrolle der Gerichte und Staatsanwaltschaften der DJV zu ernennen. Diese Funktionsbesetzung wurde auch in der Sitzung des Zentralsekretariats der SED vom 21. Juni 1948 so bestätigt und am 14. August 1948 durch Anweisung der SMAD durchgesetzt. Überregional hatte Heinze bis dahin schon von sich Reden gemacht, indem sie im März 1948 in den 1. Deutschen Volksrat gewählt wurde und dort Mitglied des Ausschusses für Verfassungsfragen wurde.

### 1948 bis 1952 Tätigkeit im Justizwesen
Nach einer Strukturreform, die auf Anweisung der Deutschen Wirtschaftskommission (DWK) im Herbst 1948 stattfand, wurden innerhalb der DJV die bis dahin bestehenden 7 Abteilungen auf nunmehr 4 Abteilungen aufgeteilt. Heinze leitete nun die Hauptabteilung II, zuständig für Kontrolle und den Strafvollzug, wobei sie direkt weiterhin für den Bereich Kontrolle und Statistik verantwortlich blieb. Auch nach der Überleitung der DVJ in ein reguläres Justizministerium im Oktober 1949 blieb Heinze zunächst Hauptabteilungsleiterin, nunmehr für den Bereich Rechtsprechung. In dieser Funktion vertrat sie von Mai bis Juli 1950 das Justizministerium bei den Waldheimer Prozessen als Instrukteurin. Unter anderem war sie dabei Mitglied einer Kommission, die vor der Urteilsverkündung ihre Zustimmung geben musste, wenn das Urteil auf weniger als 5 Jahre Freiheitsstrafe lauten sollte. Ab September 1950 wurde Heinze zur Obersten Staatsanwaltschaft abgestellt, ab 1. Januar 1951 wechselte sie planmäßig zu dieser Strafverfolgungsbehörde. Allerdings ging dem Wechsel zur Obersten Staatsanwaltschaft ein handfester politischer Streit voraus. In Kenntnis ihrer Rolle bei den Waldheimer Prozessen protestierte der damalige CDU-Vorsitzende Otto Nuschke energisch gegen den Wechsel Heinzes zur Staatsanwaltschaft. Er strebte auf Veranlassung seines Parteifreundes Helmut Brandt, seinerzeit Staatssekretär im Justizministerium, eine Überprüfung der Waldheimer Urteile an. Der Protest verhallte jedoch ungehört, im Ergebnis wurde Heinzes Wechsel auf der Sitzung der  Provisorischen DDR-Regierung vom 31. August 1950 bestätigt. Helmut Brandt indes wurde wegen seines Insistierens sogar verhaftet und verurteilt. Hildegard Heinze entwickelte sich am eigentlichen Personalleiter vorbei zur treibenden Kraft hinsichtlich der Personalpolitik in der Obersten Staatsanwaltschaft und nahm beim Aufbau dieser Behörde bis zu ihrer Versetzung eine Schlüsselstellung ein. Dabei hielt sie mit ihrem Organisationstalent dem als Schreibtischmensch beschriebenen Generalstaatsanwalt Ernst Melsheimer den Rücken frei, indem sie zum Beispiel ihre Kontakte nutzte, die sie in ihrer Zeit bei der DJV bzw. dem Justizministerium und bei den Waldheimer Prozessen geknüpft hatte. So organisierte sie unter anderem auch den Übertritt von Josef Streit, dem späteren Generalstaatsanwalt, vom Justizministerium zu ihrer Behörde. Im September 1951 wurde sie daher auch zur stellvertretenden Generalstaatsanwältin ernannt. Durch eine Parteiüberprüfung im Frühjahr 1952, an der auch das MfS beteiligt war, mussten jedoch einige Staatsanwälte wegen diverser Verfehlungen die Oberste Staatsanwaltschaft verlassen. In diesem Zusammenhang wurde auch Hildegard Heinze eine fachliche und politische Arbeit attestiert, die die Oberste Staatsanwalt nicht immer im fördernden Sinne beeinflusst hatte.

### 1952 bis Lebensende
Daraufhin wurde sie ab Mai 1952 beim Ministerium für Arbeit tätig. Auf der Regierungssitzung vom 27. November 1952 wurde sie diesbezüglich mit Wirkung vom 1. Mai 1952 zur Hauptabteilungsleiterin der Hauptabteilung Arbeit ernannt. Diese Tätigkeit übte Heinze auch nach der Auflösung des Ministeriums für Arbeit aus, nunmehr im Komitee für Arbeit und Löhne. Ende der 1950er Jahre lernte Heinze den aus sowjetischer Haft zurückgekehrten Helmut Damerius kennen, den sie 1959 heiratete. Dadurch kam Heinze mit den Verhaftungen und Verurteilungen deutscher Kommunisten im Rahmen des Großen Terrors in Kontakt. Sie war im Anschluss noch bis 1964 in der Staatlichen Plankommission beruflich tätig und bekam schon 1964 mit 54 Jahren eine sogenannte VdN-Rente.
Nach der Wende und der friedlichen Revolution in der DDR wurde von 1992 bis 1994 ein Ermittlungsverfahren wegen ihrer Beteiligung an den Waldheimer Prozessen gegen Damerius geführt, welches eingestellt wurde.

### Abgeordnete
Heinze war von 1948 bis 1949 Abgeordnete im 1. und 2. Deutschen Volksrat, wo sie dem Verfassungsausschuss angehörte. 1949 und 1950 saß sie als Abgeordnete der SED in der Provisorischen Volkskammer. Von  1950 bis 1954 war Heinze als Abgeordnete der VVN Mitglied der Volkskammer und dabei Vorsitzende des Petitionsausschusses.

## Ehrungen
- 1965 Vaterländischer Verdienstorden in Silber[10]